# بیدآباد (اصفهان)
محله بیدآباد از محلات بسیار مهّم و معروف تاریخی است که در شمال زاینده‌رود واقع شده است. در قرن چهارم هجری محله بیدآباد خارج از دروازه‌های شهر بوده و در داخل حصار شهر قرار داشته است همین عظمت اهمّیت سبب شد تا رجال آن روزگار مانند «علیقلی‌آقا» مبادرت به احداث بناهای عام‌المنفعه‌ای بنماید در دروه‌های بعدی هم از موقعیت مهمی برخوردار بود. از این محله دانشمندان و علما و محدثان و بزرگانی چون ابوعبدالله بن اسحاق بن ماقه بیدآبادی. زاهد و محدث مشهور قرن پنجم- ابومحمّد جابربن‌منصور بن‌محمدبن صالح بیدآبادی محدث نامدار و مشهور قرن پنجم و آقا محمّدبن ملامحّمد رفیع بیگلدنی بیدآبادی که از حکما و افاضل سیر و سلوک بود که در سال ۱۱۹۷ هـ. ق در اصفهان درگذشت. به دلیل نزدیکی محله بیدآباد با چهارباغ عبّاسی و محلات بزرگی چون عبّاس‌آباد، درب‌کوشک، دردشت بعد از صفویه هم از موقعیت ممتازی برخوردار بوده است و بناها و آثار بسیاری را داراست. مجموعه علیقلی‌آقا که شامل مسجد، حمام، بازارچه چهارسوق، کاروانسرا، جوی بابا حسن، بقعه شیخ ابومسعود رازی، بازارچه بیدآباد، خانه بخردی و همچنین آسیاب اشتهاردیها که بعدها تخریب شد

## جمعیت
جمعیت این محله، از منطقه ۱ شهرداری اصفهان تقریباً ۷۶۳۵ نفر است.